# Семён Летопроводец
До 1492 года на Руси был гражданский «книжный» календарь, в котором год начинался по римскому стилю — с 1 марта, и неофициальный лунный календарь, в котором год начинали со дня последнего новолуния перед весенним равноденствием (21 марта). С 1492 года (7000 год от сотворения мира) начало года установлено по византийскому стилю — 1 сентября. С 1700 года Пётр I установил встречать новый год 1 января — по греческому образцу.
Семён Летопрово́дец — день народного календаря у славян, приходящийся на 1 (14) сентября. Название дня происходит от имени святого Симеона Столпника. Отмечается преимущественно православными славянами. В этот день совершались обряды, знаменующие приближение осени.
1 сентября с 1492 (7000 год от сотворения мира) по 1699 год (7207 год от сотворения мира) считалось на Руси, по примеру греческой церкви, днём «Новолетия» — накануне заканчивалось лето, а с этого дня начинался новый год.

## Другие названия дня
рус. Летопроводец, Семёнов день, Семеин день, Новолетие, Семён-день, Семён, Марфа, Первые осенины, Встреча осени, Пасеков день, Луков день, вологод. Засидки, Конец лета, Начало осени, Последний посев, костр. Семён-Именинник, костр., нижегор. Семён-Столпник, свердл. Семёны Осенние, курск. Семёнов день — Новый год, прикам. Семён-Гусепровод, костр. Му́хов день; бел. Дзень Сямёна Стаўбуна, Сямён; укр. Весілля свічки — «Свадьба свечи», Свято свічки — «Праздник свечи»; болг. Симеоновден, Смион забележни, Летни Симеоновден, Нова година; серб. Симеон столпник; церк. Симеон Столпник.

## Новоселье
За сутки до переезда впускали в дом петуха и кошку. Они домовничали и выпроваживали из дома всякую нечисть.

## Засидки
На Украине с Семёна кончается «улица» и начинаются засидки, то есть работа в избах при огне.
Перед первыми осенними засидками с тлеющею головней в поле («на постать») ходят, — окуривают ниву в предохранение от всякого попущения, «от лиха, притки и призора».

## Возжигание огня
Раньше крестьяне Огонь называли «богом», «святым огнём»; при вздувании огня читали молитвы. В некоторых белорусских деревнях зажигали новый, живой огонь, добытый трением и его разносили по всем дворам. Множество обрядов связано с печью, с овином и со светцом. В Полесье бытовал обряд, связанный с первым зажиганием света (огня) на встречу осени, который назывался «Женитьба комина» (бел. жаніцьба коміна, жаніцьба лучніка, жаніцьба пасвета). Под «комином» (прикрепленной к потолку в доме большой трубе-дымоходу, сплетённой из лозы или сделанной из мешковины и обмазанной глиной) вешали пасвет (лучник) — обычную сковороду или металлическую решётку. На нём зажигали лучину, которая освещала дом. «Комин» белили, увивали спелым хмелем, цветами, освещёнными в церкви на Ивана Купала, лентами. «Чествовали» огонь на пасвете водкой, бросали кусочки сала, зерно, орехи и сладости. Присутствующие высказывали пожелания благополучия в семье и хозяйстве, чтобы ладилась работа. Женщины пели свадебную песню «жениху»:
Ой, прыйшлі ж ночанькі доўгенькі,

Пасвяці ж нам, коміну беленькі.

Мы ж цябе кветкамі ўбіралі,

Бервяночкам, рутай аперазалі...
Из песни следовало, что молодые — это «Комін і Праца» (Дымоход и Работа) («Праца наша — дзеўка гарненька, Палюбіці Коміна радзенька»). В песне выражалась просьба, чтобы дымоход будил всех рано, давал свет для домашних работ, а также «кру́чу, ве́рчу і буры праганяў, дым і сажу нёс ворагам...».
Спевши, девушки с приглашенными парнями начинали разудалые пляски, среди которых выделялась «Цярэшка». Этот танец состоит в том, что девушки с парнями делятся на пары и становятся в два ряда напротив друг друга. Первая пара, т. е. парень с девушкой, «пляшут бычка», затем прощаются друг с другом и девушка уходит от парня, который вслед за тем бросается её ловить и, поймавши, снова становится с ней в ряд. То же самое проделывают все остальные пары. Во время этого танца поют старинные припевки (также см. Женитьба Цярэшки). Обряд проводился два раза в год: на Симона (в отдельных деревнях чуть раньше или позже), когда сокращался световой день и начинала рано темнеть, и весной на Фоминой неделе, когда основные крестьянские работы была в поле.
На Украине отмечали «Свадьбу свечи» (укр. Свіччине весілля). В Киев в ночь с 1 на 2 сентября (по ст. стилю) на базарах ставились ёлки и украшались плодами нового урожая: фруктами, ягодами и проч. Также ставились напитки и кушанья. Празднество длилось всю ночь. Недалеко от г. Лубны, у священной криницы (источника) по окончании ярмарки посетители ночью зажигали множество свечей. У киевских ремесленников бытовала поговорка: «Женить Семёна», что означало начинать работать при свечах с вечера Семёна дня.

## Обряд пострига
Издревле справлялся «при переходе от младенчества» обряд «пострига» (бел. застрижки; укр. пострижчини, обстрижчини) — посвящения в воинство и крестьянство детей, достигших возраста 2—3-х лет. Служился молебен, мальчику торжества выстригали на голове пучок волос — «гуменце» и сажали на коня. Считалось, что отныне его жизнь принадлежит родной земле. Коня под уздцы при объезде двора вёл крестный отец, у стремени шла «божатушка» с иконой. После «пострига» воспитание мальчика от женской передавалось в руки мужской половины дома, к отцу, к дядьям. У донских казаков «на коня сажали» ещё в XIX веке. При этом обряде ребёнка «бичевали»: символически били плетью.
В XIX веке, по свидетельству А. Н. Трунова, у жителей Орловской губернии через год-два после рождения мальчика над ним совершаются так называемые «застрижки». Собравшиеся родные и близкие сажали младенца на стол, на подушку. По правую сторону от него клали на тарелке ножницы; крёстные отец и мать выстригали у малыша крестообразно волосы, а на тарелку клали деньги, после чего мальчика одевали в новую рубашку, заранее приготовленную крёстной.
По мнению А. К. Байбурина, основными действами пострига были посажение ребёнка на объект или рядом с объектом, символизирующим мужскую или женскую сферу жизнедеятельности (для мальчиков — конь, топор, соха, борона, сабля и др., для девочек — веретено, прялка, пряжа, кудель и др.); постриженье волос мальчику и заплетение косы девочке; переодевание в одежду, соответствующую полу (мальчику штаны или шапку, девочке юбку или платок); угощение всех участников обряда. Для девочек обряд мог называться первое заплетение косы. На Гуцульщине девочке первый раз заплетали косу, когда ей исполнялось пять лет. Волосы заплетала приглашённая «сохтівна жінка», которая заплетала косы «у хрест»: брала спереди, с затылка, с правого уха, с левого и завязывала на середине. С этого дня девочку одевали в «женскую одежду». При аналогичном обряде у белорусов в десятилетнем возрасте, девочке прокалывали уши и вдевали серьги. Обряд завершался обрядовым угощением. на Украине по случаю постижения пекли большой пирог, который разламывали над головой ребёнка с пожеланием счастья и доли.

## Похороны мух
Существовал обычай Семёнова дня — похороны мух (в некоторых местах он проводился на Осенние оспожинки). В народе верили, что если «злую муху закопать осенью в землю — прочие кусать не будут». Вместе с «похоронами мух» и лето уходило. Нарядные девушки делали гробики из тыкв, огурцов, редьки или репы, укладывали туда мух с притворным воплем и несли к выкопанной могиле. Похороны совершались по всем канонам этого обряда.
В Туле и Серпухове девушки хоронили мух и тараканов. Серпуховские девушки хоронили мух в морковных и свекловичных гробах. В это время выходили женихи смотреть невест. Тульские девушки хоронили мух в садах в репных гробах, а тараканов в щепках. Это поверье основано на том, что будто от такого погребения погибают мухи и тараканы. Матушки, приглашая красных девушек, родных и соседних, позабавиться со своими детками, приказывали чрез своих зватых объявить гостям: у нас, де, пироги напечены и мёд наварен. В старину богатые посадские люди ставили у ворот ушаты с брагой и пивом. Хороводники подходили к воротам, где хозяева угощали их.
С комплексом распространённых у славян представлений о душе в облике летающего насекомого тесно связан сказочный мотив о том, как комар и муха относят душу умершего на тот свет: комар-пискун и муха-говоруха прилетели к работнику, погибшему во время валки деревьев, и забрали его на небо. По преданию, комары перед осенью уносятся ветрами на тёплые моря и весною опять приносятся на Русь.

## Предание о воробьях
У восточных славян существовало предание, будто в самую полночь на Семёнов день чёрт меряет воробьёв... «Сперва соберёт всех воробьёв в полу своей свитки, потом высыплет в четверик, после осиновым прутом счеркнёт тех, которые выше краёв его, а наконец оставшихся в четверике убивает; те воробьи, которых чёрт сбросит с четверика, улетают благополучно в гнёзда и заботятся о размножении своей породы».

## Поговорки и приметы
- Первая встреча осени[31].
- Время с Семёна дня до Рождества Пресвятой Богородицы называют бабьим летом[32][33].
- На Семёна хоронят мух и тараканов (чтобы пропали)[31].
- Первые засидки — новый огонь в избе[15].
- С Семёна дня до Гурия (15/28 ноября) — свадебные недели[34].